# Petit Le Mans

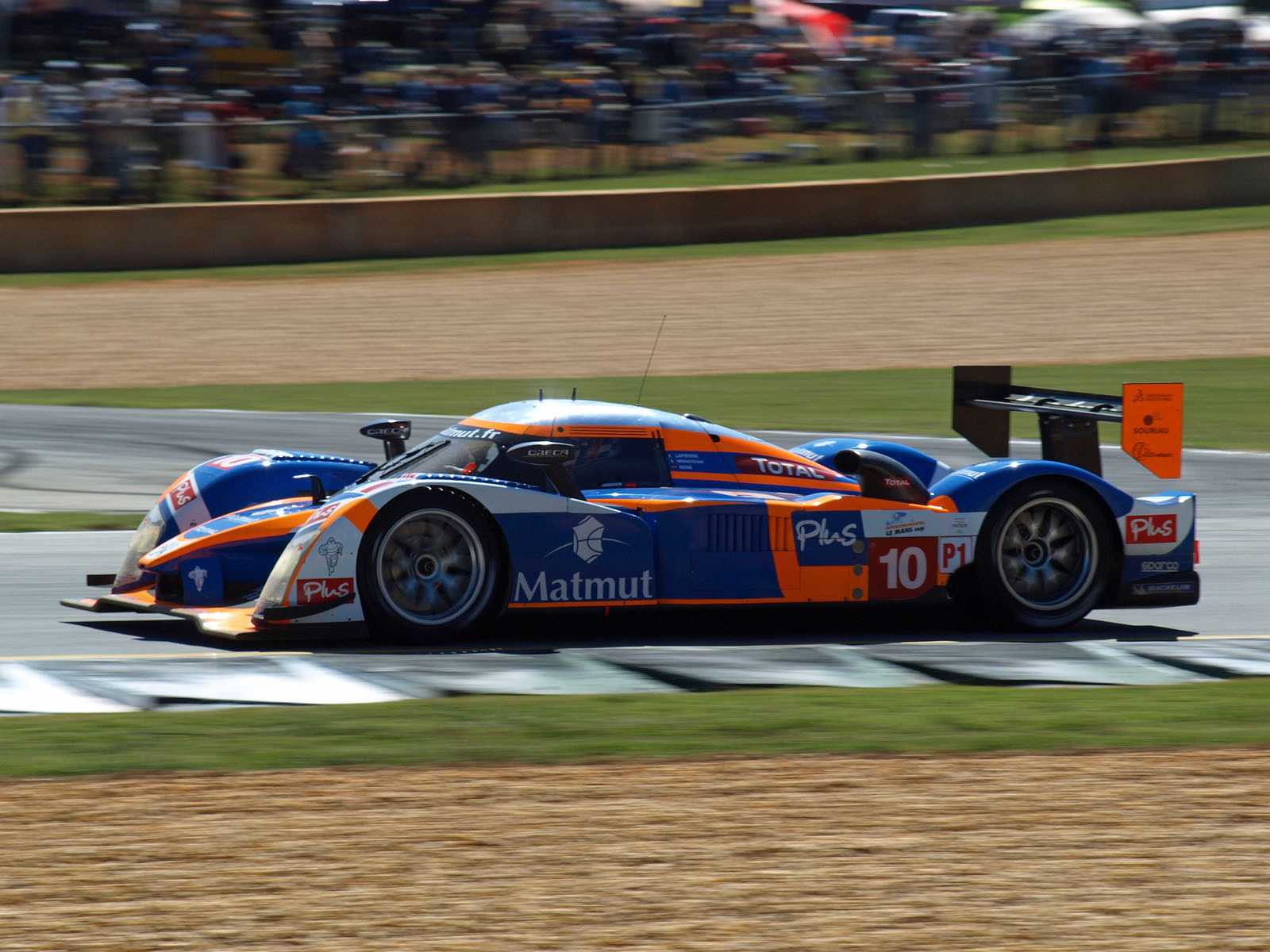
Der ORECA-Peugeot 908 mit Nicolas Lapierre am Steuer 2011

Streckenlayout des Petit Le Mans

Das Petit Le Mans ist ein Sportwagenrennen auf der Rennstrecke Road Atlanta in Braselton, Georgia. Das Rennen auf der 4,088 km langen Strecke geht über 10 Stunden. Es ist üblicherweise das letzte Saisonrennen der IMSA WeatherTech SportsCar Championship.

## Die Rennveranstaltung
Das Petit Le Mans wurde erstmals am 10. Oktober 1998 als ein Lauf der IMSA-Serie ausgetragen. Don Panoz sicherte sich vom ACO die Rechte um ein derartiges Rennen auszutragen. Es diente Panoz und dem ACO auch als Grundlage für die im folgenden Jahr erstmals ausgetragene  American Le Mans Series (ALMS). Von 1999 bis 2013 wurde es im Rahmen dieser Serie gewertet. Ähnlich wie die Mercedes-Benz CLK GTR in bei dem 24-Stunden-Rennen von Le Mans 1999 gab es hier auch Probleme mit der Aerodynamik zweier Prototypen. Beim ersten Petit Le Mans 1998 überschlug sich Yannick Dalmas im Porsche 911 GT1 zu Beginn der längsten Geraden. 2000 überschlug sich Bill Auberlen im BMW V12 LMR an gleicher Stelle. In den beiden Jahren 2010 und 2011, in denen der Intercontinental Le Mans Cup ausgetragen wurde, war das Petit Le Mans zusätzlich auch Bestandteil dessen Rennkalenders.
Die Renndistanz betrug bis einschließlich 2013 entweder 1000 Meilen oder 10 Stunden, je nachdem, welche Grenze zuerst erreicht wurde. Mit Ausnahme des Jahres 2009 wurden die 1000 Meilen immer zuerst erreicht. 2009 wurde das Rennen wegen starken Regens nach 4,5 Stunden zunächst pausiert und später komplett abgebrochen. Zur Saison 2014 schlossen sich die ALMS und die Grand-Am Sports Car Series zur United SportsCar Championship zusammen. Innerhalb der neuen Serie gehört es zum North American Endurance Cup; einer eignen Wertung für die vier längsten Rennen. Seit 2014 ist die Renndistanz auf 10 Stunden festgesetzt. Die 18. Ausgabe 2015 gewannen Nick Tandy, Richard Lietz und Patrick Pilet in einem Porsche der GTLM-Klasse. Wegen starker Regenfälle wurde das Rennen gut zwei Stunden vor dem geplanten Ende abgebrochen.
Zusätzlich zum Gesamtsieg wird in verschiedenen Klassen jeweils um die Klassensiege gekämpft. Diese entsprechen immer den Klassen der Serie, in deren Rahmen das Rennen ausgetragen wird. Bis einschließlich 2012 wurden für die Klassensieger auch automatische Startplätze bei den 24 Stunden von Le Mans vergeben.

## Ergebnisse

### Gesamt- und Klassensieger
Gesamtsieger sind fett hervorgehoben.
| Saison                        | Klasse      | Team                          | Sieger                                                     | Fahrzeug                  |
| ----------------------------- | ----------- | ----------------------------- | ---------------------------------------------------------- | ------------------------- |
| IMSA GT Championship          |             |                               |                                                            |                           |
| 1998                          | LMP1 & WSC  | Doyle-Risi Competizione       | Eric van de Poele Wayne Taylor Emmanuel Collard            | Ferrari 333SP             |
| 1998                          | LMGT1 & GT1 | Champion Racing               | Thierry Boutsen Bob Wollek Ralf Kelleners                  | Porsche 911 GT1/98        |
| 1998                          | LMGT2 & GT2 | Freisinger Motorsport         | Michel Ligonnet Lance Stewart                              | Porsche 911 GT2           |
| 1998                          | GT3         | Team A.R.E.                   | Peter Argetsinger Richard Polidori Angelo Cilli            | Porsche 911 Carrera RSR   |
| American Le Mans Series       |             |                               |                                                            |                           |
| 1999                          | LMP         | Panoz Motor Sports            | David Brabham Éric Bernard Andy Wallace                    | Panoz LMP-1 Roadster S    |
| 1999                          | GTS         | Viper Team Oreca              | Olivier Beretta Karl Wendlinger Marc Duez                  | Chrysler Viper GTS-R      |
| 1999                          | GT          | Manthey Racing                | Dirk Müller Sascha Maassen Cort Wagner                     | Porsche 996 GT3 R         |
|                               |             |                               |                                                            |                           |
| 2000                          | LMP         | Audi Sport North America      | Allan McNish Rinaldo Capello Michele Alboreto              | Audi R8                   |
| 2000                          | GTS         | Corvette Racing               | Andy Pilgrim Kelly Collins Franck Fréon                    | Chevrolet Corvette C5-R   |
| 2000                          | GT          | Dick Barbour Racing           | Sascha Maassen Bob Wollek                                  | Porsche 996 GT3 R         |
|                               |             |                               |                                                            |                           |
| 2001                          | LMP900      | Audi Sport North America      | Frank Biela Emanuele Pirro                                 | Audi R8                   |
| 2001                          | LMP675      | Dick Barbour Racing           | Scott Maxwell Milka Duno John Graham                       | Reynard 01Q               |
| 2001                          | GTS         | Corvette Racing               | Andy Pilgrim Kelly Collins Franck Fréon                    | Chevrolet Corvette C5-R   |
| 2001                          | GT          | Prototype Technology Group    | Hans-Joachim Stuck Boris Said Bill Auberlen                | BMW M3GTR                 |
|                               |             |                               |                                                            |                           |
| 2002                          | LMP900      | Audi Sport North America      | Tom Kristensen Rinaldo Capello                             | Audi R8                   |
| 2002                          | LMP675      | Intersport Racing             | Jon Field Duncan Dayton Michael Durand                     | MG-Lola EX257             |
| 2002                          | GTS         | Corvette Racing               | Ron Fellows Johnny O’Connell Oliver Gavin                  | Chevrolet Corvette C5-R   |
| 2002                          | GT          | Alex Job Racing               | Lucas Luhr Sascha Maassen                                  | Porsche 996 GT3 RS        |
|                               |             |                               |                                                            |                           |
| 2003                          | LMP900      | Champion Racing               | JJ Lehto Johnny Herbert                                    | Audi R8                   |
| 2003                          | LMP675      | Intersport Racing             | Jon Field Duncan Dayton Larry Connor                       | Lola B01/60               |
| 2003                          | GTS         | Prodrive                      | Alain Menu Peter Kox Tomáš Enge                            | Ferrari 550 GTS Maranello |
| 2003                          | GT          | Alex Job Racing               | Timo Bernhard Jörg Bergmeister Romain Dumas                | Porsche 996 GT3 RS        |
|                               |             |                               |                                                            |                           |
| 2004                          | LMP1        | Champion Racing               | Marco Werner JJ Lehto                                      | Audi R8                   |
| 2004                          | LMP2        | Intersport Racing             | Clint Field Robin Liddell Milka Duno                       | Lola B2K/40               |
| 2004                          | GTS         | Corvette Racing               | Olivier Beretta Oliver Gavin Jan Magnussen                 | Chevrolet Corvette C5-R   |
| 2004                          | GT          | Alex Job Racing               | Timo Bernhard Jörg Bergmeister Sascha Maassen              | Porsche 996 GT3 RSR       |
|                               |             |                               |                                                            |                           |
| 2005                          | LMP1        | Champion Racing               | Frank Biela Emanuele Pirro                                 | Audi R8                   |
| 2005                          | LMP2        | Intersport Racing             | Jon Field Clint Field Liz Halliday                         | Lola B05/40               |
| 2005                          | GT1         | Corvette Racing               | Olivier Beretta Oliver Gavin Jan Magnussen                 | Chevrolet Corvette C6.R   |
| 2005                          | GT2         | Petersen White Lightning      | Patrick Long Jörg Bergmeister                              | Porsche 996 GT3 RSR       |
|                               |             |                               |                                                            |                           |
| 2006                          | LMP1        | Audi Sport North America      | Rinaldo Capello Allan McNish                               | Audi R10 TDI              |
| 2006                          | LMP2        | Penske Racing                 | Sascha Maassen Timo Bernhard Emmanuel Collard              | Porsche RS Spyder         |
| 2006                          | GT1         | Aston Martin Racing           | Darren Turner Tomáš Enge                                   | Aston Martin DBR9         |
| 2006                          | GT2         | Petersen White Lightning      | Jörg Bergmeister Patrick Long Niclas Jönsson               | Porsche 996 GT3 RSR       |
|                               |             |                               |                                                            |                           |
| 2007                          | LMP1        | Audi Sport North America      | Allan McNish Rinaldo Capello                               | Audi R10 TDI              |
| 2007                          | LMP2        | Penske Racing                 | Timo Bernhard Romain Dumas Patrick Long                    | Porsche RS Spyder         |
| 2007                          | GT1         | Corvette Racing               | Oliver Gavin Olivier Beretta Massimiliano Papis            | Chevrolet Corvette C6.R   |
| 2007                          | GT2         | Flying Lizard Motorsports     | Johannes van Overbeek Jörg Bergmeister Marc Lieb           | Porsche 997 GT3 RSR       |
|                               |             |                               |                                                            |                           |
| 2008                          | LMP1        | Audi Sport North America      | Allan McNish Rinaldo Capello Emanuele Pirro                | Audi R10 TDI              |
| 2008                          | LMP2        | Penske Racing                 | Ryan Briscoe Hélio Castroneves                             | Porsche RS Spyder         |
| 2008                          | GT1         | Corvette Racing               | Johnny O’Connell Jan Magnussen Ron Fellows                 | Chevrolet Corvette C6.R   |
| 2008                          | GT2         | Risi Competizione             | Jaime Melo Mika Salo                                       | Ferrari F430GT            |
|                               |             |                               |                                                            |                           |
| 2009                          | LMP1        | Team Peugeot Total            | Franck Montagny Stéphane Sarrazin                          | Peugeot 908 HDi FAP       |
| 2009                          | LMP2        | Dyson Racing                  | Butch Leitzinger Marino Franchitti Ben Devlin              | Lola B08/86               |
| 2009                          | GT2         | Risi Competizione             | Jaime Melo Mika Salo Pierre Kaffer                         | Ferrari F430GT            |
|                               |             |                               |                                                            |                           |
| 2010                          | LMP1        | Team Peugeot Total            | Pedro Lamy Franck Montagny Stéphane Sarrazin               | Peugeot 908 HDi FAP       |
| 2010                          | LMP2        | Highcroft Racing              | David Brabham Simon Pagenaud Marino Franchitti             | HPD ARX-01c               |
| 2010                          | LMPC        | Level 5 Motorsports           | Scott Tucker Marco Werner Burt Frisselle                   | Oreca FLM09               |
| 2010                          | GT2         | Corvette Racing               | Oliver Gavin Jan Magnussen Emmanuel Collard                | Chevrolet Corvette C6 ZR1 |
| 2010                          | GTC         | The Racer’s Group             | Henri Richard Andy Lally Duncan Ende                       | Porsche 997 GT3 Cup       |
|                               |             |                               |                                                            |                           |
| 2011                          | LMP1        | Peugeot Sport Total           | Franck Montagny Stéphane Sarrazin Alexander Wurz           | Peugeot 908               |
| 2011                          | LMP2        | Level 5 Motorsports           | Scott Tucker Christophe Bouchut João Barbosa               | HPD ARX-01g               |
| 2011                          | LMPC        | PR1 Mathiasen Motorsports     | Ken Dobson Henri Richard Ryan Lewis                        | Oreca FLM09               |
| 2011                          | GT          | AF Corse                      | Giancarlo Fisichella Gianmaria Bruni Pierre Kaffer         | Ferrari 458 Italia GTC    |
| 2011                          | GTE Am      | Krohn Racing                  | Tracy Krohn Niclas Jönsson Michele Rugolo                  | Ferrari F430 GTE          |
| 2011                          | GTC         | Black Swan Racing             | Tim Pappas Jeroen Bleekemolen Sebastiaan Bleekemolen       | Porsche 997 GT3 Cup       |
|                               |             |                               |                                                            |                           |
| 2012                          | LMP1        | Rebellion Racing              | Neel Jani Nicolas Prost Andrea Belicchi                    | Lola B12/60               |
| 2012                          | LMP2        | Level 5 Motorsports           | Scott Tucker Christophe Bouchut Luis Díaz                  | HPD ARX-03b               |
| 2012                          | LMPC        | CORE Autosport                | Alex Popow Ryan Dalziel Mark Wilkins                       | Oreca FLM09               |
| 2012                          | GT          | Extreme Speed Motorsports     | Scott Sharp Johannes van Overbeek Toni Vilander            | Ferrari 458 Italia GTC    |
| 2012                          | GTE-Am      | IMSA Performance Matmut       | Raymond Narac Nicolas Armindo Anthony Pons                 | Porsche 997 GT3 RSR       |
| 2012                          | GTC         | NGT Motorsport                | Henrique Cisneros Mario Farnbacher Jakub Giermaziak        | Porsche 997 GT3 Cup       |
|                               |             |                               |                                                            |                           |
| 2013                          | LMP1        | Rebellion Racing              | Neel Jani Nicolas Prost Nick Heidfeld                      | Lola B12/60               |
| 2013                          | LMP2        | Level 5 Motorsports           | Scott Tucker Ryan Briscoe Marino Franchitti                | HPD ARX-03b               |
| 2013                          | LMPC        | BAR1 Motorsports              | Kyle Marcelli Stefan Johansson Chris Cumming               | Oreca FLM09               |
| 2013                          | GT          | Team Falken Tire              | Wolf Henzler Bryan Sellers Nick Tandy                      | Porsche 997 GT3 RSR       |
| 2013                          | GTC         | Flying Lizard Motorsports     | Spencer Pumpelly Nelson Canache jnr. Madison Snow          | Porsche 997 GT3 Cup       |
| United SportsCar Championship |             |                               |                                                            |                           |
| 2014                          | P           | Wayne Taylor Racing           | Jordan Taylor Ricky Taylor Max Angelelli                   | Corvette DP               |
| 2014                          | PC          | Starworks Motorsport          | Mirco Schultis Renger van der Zande Alex Popow             | Oreca FLM09               |
| 2014                          | GTLM        | Team Falken Tire              | Wolf Henzler Bryan Sellers Marco Holzer                    | Porsche 991 GT3 RSR       |
| 2014                          | GTD         | Paul Miller Racing            | Bryce Miller Christopher Haase Matthew Bell                | Audi R8 LMS Ultra         |
|                               |             |                               |                                                            |                           |
| 2015                          | P           | Action Express Racing         | Joao Barbosa Christian Fittipaldi Sébastian Bourdais       | Corvette DP               |
| 2015                          | PC          | PR1/Mathiasen Motorsports     | Mike Guasch Tom Kimber-Smith Andrew Palmer                 | Oreca FLM09               |
| 2015                          | GTLM        | Porsche North America         | Nick Tandy Patrick Pilet Richard Lietz                     | Porsche 911 RSR           |
| 2015                          | GTD         | Park Place Motorsports        | Patrick Lindsey Spencer Pumpelly Madison Snow              | Porsche 911 GT America    |
|                               |             |                               |                                                            |                           |
| 2016                          | P           | Michael Shank Racing          | John Pew Oswald Negri Jr. Olivier Pla                      | Ligier JS P2              |
| 2016                          | PC          | PR1/Mathiasen Motorsports     | Robert Alon Tom Kimber-Smith José Gutiérrez                | Oreca FLM09               |
| 2016                          | GTLM        | Risi Competizione             | Giancarlo Fisichella Toni Vilander James Calado            | Ferrari 488 GTE           |
| 2016                          | GTD         | Riley Motorsports             | Jeroen Bleekemolen Ben Keating Marc Miller                 | Dodge Viper GT3-R         |
|                               |             |                               |                                                            |                           |
| 2017                          | P           | Tequila Patron ESM            | Scott Sharp Ryan Dalziel Brendon Hartley                   | Nissan Onroak DPi         |
| 2017                          | PC          | BAR1 Motorsports              | Tommy Drissi John Falb Garett Grist                        | Oreca FLM09               |
| 2017                          | GTLM        | BMW Team RLL                  | Bill Auberlen Kuno Wittmer Alexander Sims                  | BMW M6 GTLM               |
| 2017                          | GTD         | Montaplast by Land Motorsport | Connor De Phillippi Sheldon van der Linde Christopher Mies | Audi R8 LMS GT3           |
|                               |             |                               |                                                            |                           |
| 2018                          | P           | Wayne Taylor Racing           | Jordan Taylor Renger van der Zande Ryan Hunter-Reay        | Cadillac Dpi-V.R          |
| 2018                          | GTLM        | Porsche GT Team               | Patrick Pilet Nick Tandy Frédéric Makowiecki               | Porsche 911 RSR           |
| 2018                          | GTD         | Scuderia Corsa                | Daniel Serra Gunnar Jeanette Cooper MacNeil                | Ferrari 488 GT3           |
|                               |             |                               |                                                            |                           |
| 2019                          | DPi         | Whelen Engineering Racing     | Felipe Nasr Eric Curran Luís Felipe Derani                 | Cadillac Dpi-V.R          |
| 2019                          | LMP2        | PR1 Mathiasen Motorsports     | Matthew McMurry Gabriel Aubry Dalton Kellett               | Oreca 07                  |
| 2019                          | GTLM        | Risi Competizione             | James Calado Alessandro Pier Guidi Daniel Serra            | Ferrari 488 GTE EVO       |
| 2019                          | GTD         | Turner Motorsport             | Bill Auberlen Robby Foley Dillon Machavern                 | BMW M6 GT3                |
|                               |             |                               |                                                            |                           |
| 2020                          | DPi         | Mazda Motorsports             | Jonathan Bomarito Ryan Hunter-Reay Harry Tincknell         | Mazda RT24-P              |
| 2020                          | LMP2        | PR1 Mathiasen Motorsports     | Patrick Kelly Scott Huffaker Simon Trummer                 | Oreca 07                  |
| 2020                          | GTLM        | Porsche GT Team               | Earl Bamber Frédéric Makowiecki Nick Tandy                 | Porsche 911 RSR-19        |
| 2020                          | GTD         | Wright Motorsports            | Ryan Hardwick Jan Heylen Patrick Long                      | Porsche 911 GT3-R         |
|                               |             |                               |                                                            |                           |
| 2021                          | DPi         | Mazda Motorsports             | Jonathan Bomarito Harry Tincknell Oliver Jarvis            | Mazda RT24-P              |
| 2021                          | LMP2        | Tower Motorsport              | John Farano Gabriel Aubry James French                     | Oreca 07                  |
| 2021                          | LMP3        | Riley Motorsports             | Gar Robinson Felipe Fraga Scott Andrews                    | Ligier JS P320            |
| 2021                          | GTLM        | WeatherTech Racing            | Cooper MacNeil Mathieu Jaminet Matt Campbell               | Porsche 911 RSR-19        |
| 2021                          | GTD         | Heart of Racing Team          | Roman De Angelis Ross Gunn Ian James                       | Aston Martin Vantage GT3  |